# コテングコウモリ
コテングコウモリ（小天狗蝙蝠、学名：Murina ussuriensis）は、哺乳綱・コウモリ目（翼手目）・ヒナコウモリ科・テングコウモリ属に分類されるコウモリの一種。ニホンコテングコウモリ（Murina silvatica）として別種とする意見もある。

## 分布
シベリア東部、サハリン、千島列島、朝鮮半島、日本（北海道、本州、四国、九州、屋久島、対馬）に分布する。

## 特徴
前腕長29 - 33 mm、頭胴長41 - 54 mm、尾長26 - 33 mm、体重3.5 - 6.5 gで、テングコウモリよりも小さめの体をしている。体色は黄茶褐色で、管状の鼻孔をもつ。
樹洞をねぐらおよび昼間の隠れ家とするほか、灌木の茂み・洞窟・家屋の中でも発見されている。また、雪の中にうずくまって休眠する姿も観察されている。また、アカメガシワなどの巻いた枯れ葉の中で休眠するほか、人工ねぐらをよく利用する。
飛んでいる昆虫や葉の上にいる昆虫も食べる。

## 保全状況評価
多くの都道府県のレッドデータブックにも掲載されている。
- 北海道：希少種 (R)
- 青森県：重要希少野生生物(Bランク)
- 岩手県：Cランク
- 宮城県：絶滅危惧Ⅱ類(VU)
- 秋田県：絶滅危惧種Ⅱ類(VU)
- 山形県：情報不足(DD)
- 福島県：希少（D)
- 茨城県：絶滅危惧種（E)
- 栃木県：絶滅危惧Ⅱ類（Bランク）
- 群馬県：注目
- 埼玉県：絶滅危惧Ⅱ類（VU)
- 神奈川県：絶滅危惧I類（CR+EN）
- 新潟県：絶滅危惧Ⅱ類（VU）
- 富山県：希少種
- 石川県：準絶滅危惧（NT）
- 山梨県：絶滅危惧Ⅱ類（VU）
- 長野県：情報不足（DD）
- 岐阜県：準絶滅危惧[5]
- 静岡県：情報不足（DD）
- 愛知県：絶滅危惧IA類（CR）
- 三重県：情報不足
- 滋賀県：要注目種
- 京都府：絶滅寸前種[7]
- 奈良県：絶滅危惧種
- 兵庫県：要調査
- 島根県：準絶滅危惧（NT）
- 広島県：絶滅危惧Ⅱ類（VU）
- 徳島県：準絶滅危惧（NT）
- 愛媛県：情報不足（DD）
- 福岡県：情報不足（DD）
- 長崎県：情報不足（DD）
- 宮崎県：情報不足（DD-1,2）
- 鹿児島県：絶滅危惧Ⅱ類